# Бурьян, Леонардо
Леона́рдо Бурья́н (исп. Leonardo Fabián Burián Castro; 21 января 1984, Мело, Мальдонадо) — уругвайский футболист, вратарь аргентинского клуба «Велес Сарсфилд».

## Биография
Леонардо Бурьян является воспитанником клуба «Насьональ» из Монтевидео, где начал заниматься футболом с 1998 года. Прошёл через все юношеские и молодёжные команды «трёхцветных». В 2001 году выступал за юношескую сборную Уругвая. В 2004 году при тренере Мартине Ласарте Леонардо Бурьян дебютировал в уругвайской Примере. В то время основным голкипером был Себастьян Вьера, выступавший за сборную Уругвая. Поэтому в поисках игровой практики Бурьян в сезоне 2006/07 отправился в аренду в «Белья Висту», где сразу же стал основным вратарём. После возвращения в родной клуб продолжил борьбу за место в основе. Всего за период с 2004 по 2013 год провёл за «Насьональ» более 40 матчей. Наиболее успешным для него стал сезон 2011/12 — Бурьян лишь немного уступил по числу матчей Родриго Муньосу, сыграв в 12 поединках чемпионского сезона. Всего же Бурьян завоевал с «Насьоналем» четыре чемпионских титула, а в 2008 году выиграл Лигилью.
В сезоне 2012/13 Бурьян на правах аренды выступал за «Хувентуд» из Лас-Пьедраса, а также за колумбийскую «Депортес Толиму». Помог «Хувентуду» избежать вылета из Примеры. С «Депортес Толимой» завоевал Кубок Колумбии.
После возвращения из Колумбии контракт с «Насьоналем» завершился и «Качорро» стал игроком «Монтевидео Уондерерс». В последнем чемпионате (переходный турнир 2016 года между разными системами проведения первенства) занял с «бегемцами» второе место в чемпионате Уругвая. Это позволило выступить в розыгрыше Южноамериканского кубка. В этом турнире Бурьян в шести матчах не пропустил ни одного гола, а уругвайская команда вылетела только после серии пенальти, уступив «Хуниору» 3:4.
В 2017 году непродолжительное время выступал за мексиканский «Чьяпас». В чемпионате Мексики вратарь так и не сыграл, но провёл пять игр в Кубке страны. В сезоне 2017/18 выступал за аргентинский «Годой-Крус», после чего присоединился к «Колону» из Санта-Фе. 5 августа 2019 года в больнице умер брат Леонардо — Вильям, попавший в автомобильную аварию 31 июля. Через полтора месяца, 26 сентября, уругвайский вратарь помог своей команде впервые в истории выйти в финал международного турнира — «Колон» в ответном полуфинале Южноамериканского кубка в серии пенальти обыграл бразильский «Атлетико Минейро».

## Титулы
- Чемпион Уругвая (3): 2008/09, 2010/11, 2011/12
- Победитель Лигильи Уругвая (1): 2008
- Обладатель Кубка Колумбии (1): 2014
- Финалист Южноамериканского кубка (1): 2019